# Francesco Cairo

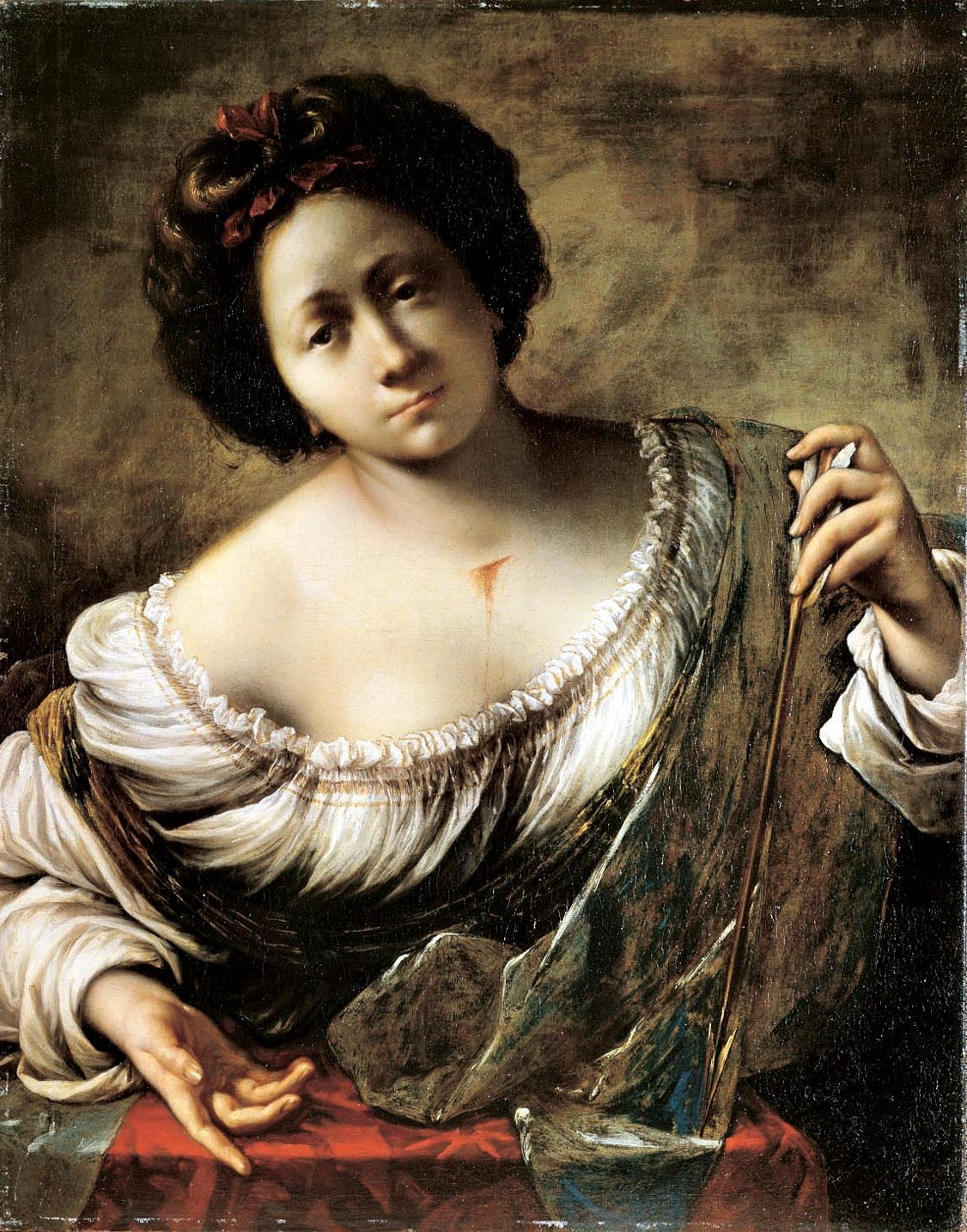
Santa Cristina, Castello Sforzesco, Milán.

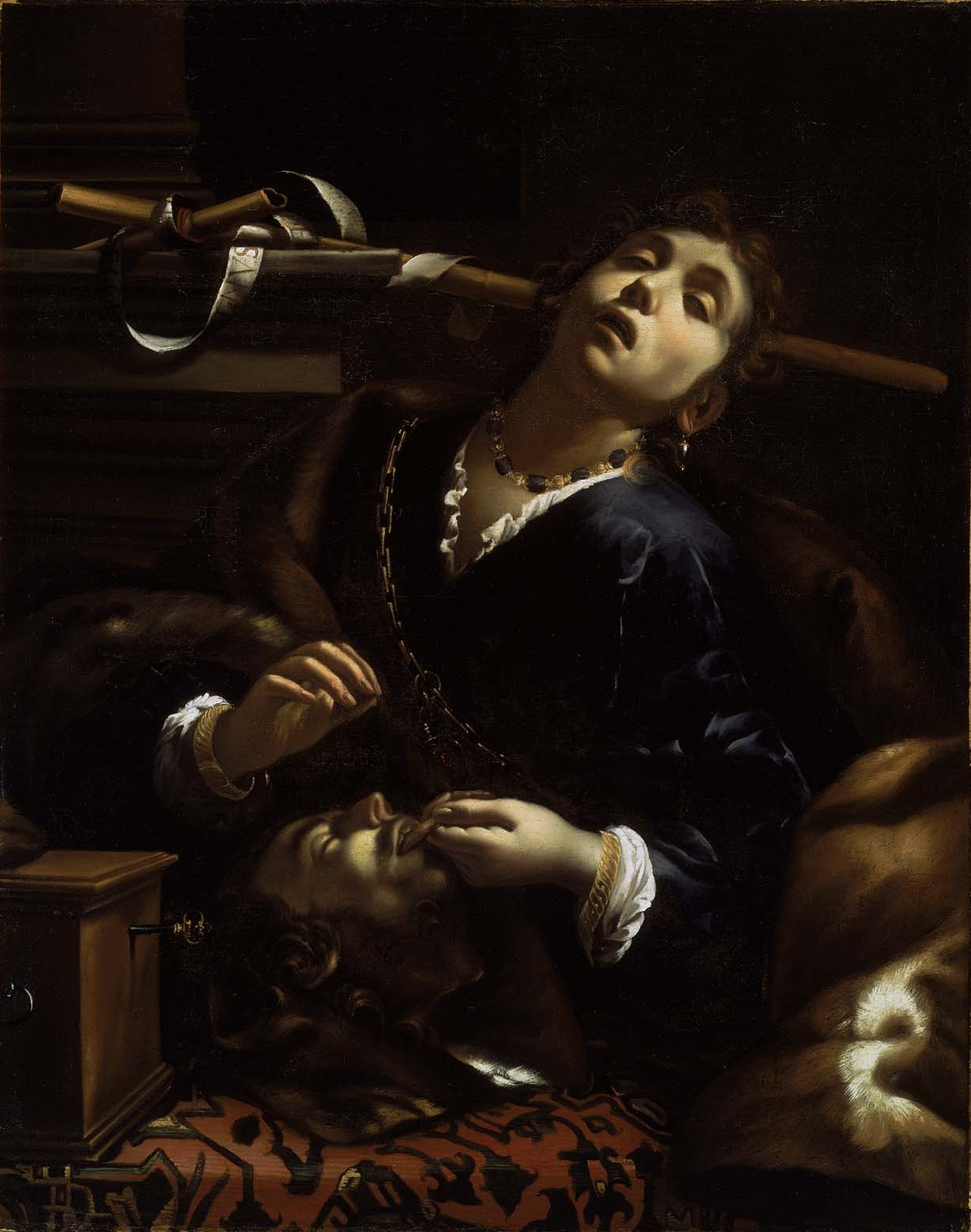
Herodías con la cabeza del Bautista, Museo de Bellas Artes, Boston.

Francesco Cairo o Francesco del Cairo (Milán, 26 de septiembre de 1607 - Milán, 27 de julio de 1665), fue un pintor italiano del Barroco.

## Biografía
Formado inicialmente en el taller de Morazzone, o al menos fuertemente influido por su círculo artístico, muy joven entró al servicio de la Casa de Saboya (1633). Para Víctor Amadeo I pintó una serie de obras de caballete de fuerte temática espiritual, así como retratos de la familia ducal.
En 1637-38 realizó un viaje a Roma, donde conoció el trabajo de Pietro da Cortona, Guido Reni y los caravaggistas. A su regreso volvió a establecerse en Lombardía,donde siguió desarrollando un estilo tenebrista, de figuras mórbidas y un punto macabras, que son uno de sus mayores logros.
Poco a poco su pintura fue dulcificándose: se alejó un tanto de las figuras extáticas y enriqueció su paleta. Entre 1646 y 1649 volvió a trabajar en Turín.
Se le conoció también como il Cavaliere del Cairo, debido a que el duque de Saboya le hizo Caballero de la Orden de San Lázaro y Mauricio en reconocimiento a sus méritos. Entre sus alumnos figuran Ludovico Antonio David y Pietro Scalvini.

## Obras destacadas
- Altar de Santa Teresa (Cartuja de Pavia)
- Éxtasis de San Andrés Avelino (1635, San Antonio Abate, Milán)
- Santa Teresa (San Carlo, Venecia)
- Virgen con Santa Catalina de Siena y Santa Catalina de Alejandría (Certosa di Pavia)
- San Carlos Borromeo imparte su primera comunión a San Luis Gonzaga (iglesia de Casalpusterlengo)
- Moisés salvado de las aguas
- Santa Cristina (desp. 1638, Castello Sforzesco, Milán)
- Herodías con la cabeza del Bautista (Museum of Fine Arts, Boston)
- La muerte de Lucrecia (Museo del Prado, Madrid)[1]
- Herodías con la cabeza del Bautista, (Galería Sabauda, Turín)
- Retablo de San Juan Bautista, Aicurzio
- Retrato del pintor Luigi Pellegrino Scaramuccia (Pinacoteca de Brera, Milán)
- Éxtasis de San Francisco (1630), (Castello Sforzesco, Milán)
- San Sebastián curado por Irene (c.1635), (Musée des Beaux-Arts, Tours)
- Retrato de mujer con turbante (c. 1630-1640), (Musée des Beaux-Arts, Estrasburgo)
- Herodias, (Metropolitan Museum of Art, New York)
- Cleopatra, (National Gallery of Australia)